# Philibert Guéneau de Mussy
Pour les articles homonymes, voir Guéneau de Mussy.
Philibert Guéneau de Mussy est un homme de Lettres et conseiller de l'Université français né à Semur-en-Auxois le 19 avril 1776 et mort le 8 février 1834 à Paris.

## Biographie
Philibert Guéneau de Mussy est né dans une famille de noblesse moyenne. Son père, François-Pierre Guéneau de Mussy, est parlementaire. Sa mère, Odette Oudin, vient également d'une famille de parlementaires alliée au comte de Georges-Louis Leclerc de Buffon.
Il fait ses études au collège des Carmes à Semur. Ces études sont interrompues par la Révolution française, qui ruine son père. Celui-ci  est emprisonné sous la Révolution puis relâché après le 9 thermidor mais il meurt peu après, laissant sa mère seule avec plusieurs enfants, dont le frère aîné de Philibert, François Guéneau de Mussy, qui fait alors ses études chez les Oratoriens de Lyon.
L'influence de ce frère aîné est forte chez Philibert, qui prend chez son aîné des valeurs proches du jansénisme qui marqueront durablement sa vie :« Ce fut ce frère aîné qui orienta le jeune homme vers les spéculations de l'intelligence et la sévérité des mœurs. Il avait deux ans de plus que son cadet et il rapporta de chez les oratoriens de Lyon un « cachet de Port-Royal ». ».
Les deux frères quittent leur Bourgogne natale après la Terreur pour rejoindre la toute récente École Polytechnique, où ils doivent recevoir une solide formation mathématique. Ils arrivent à l'école en décembre 1795 (Frimaire an IV). Mais l'année suivante on leur demande de prêter le serment de « haine à la royauté » exigé des fonctionnaires, des enseignants et des élèves des écoles nationales. Philibert et François refusent, accompagnés par deux de leurs camarades, Ambroise Rendu et son frère Athanase. Ils sont alors renvoyés de l'école en février 1797 (18 Pluviôse an V).
Philibert est alors, avec son ami Ambroise Rendu, pris sous la protection de Louis de Fontanes. Celui-ci achève leur éducation littéraire et les fait entrer au Mercure de France et au Journal des débats où ils rédigent des articles et des comptes-rendus littéraires. C'est ainsi qu'il fait la connaissance de François-René de Chateaubriand, qui vient alors  d'écrire le Génie du christianisme. Guéneau de Mussy en fait l'éloge dans le Mercure, ce qui le fait entrer dans le salon de Pauline de Beaumont et lui ouvre les portes de la société intellectuelle catholique de l'époque. 
Il se lie d'une profonde amitié avec Chateaubriand, mais aussi avec le jeune Mathieu Molé, futur ministre de Louis-Philippe Ier. Dans le cercle où il gravite se retrouvent également le moraliste Joseph Joubert, l'écrivain Jean-François de La Harpe et, bien sûr, Louis de Fontanes. Son amitié avec Chateaubriand est si forte que celui-ci lui donne la Bible de sa maîtresse Pauline de Beaumont lorsque celle-ci meurt à Rome en 1803. Il l'appelle également « mon jeune frère ». Pourtant, sans que la raison en ait été jusqu'à présent trouvée, les deux hommes se séparent après 1805. 
Avec Ambroise Rendu, il publie en 1805 une nouvelle édition du Traité des études du pédagogue janséniste Charles Rollin. Philibert Guéneau de Mussy écrit en exergue du traité une vie de Rollin où il laisse transparaître son admiration et sa communauté de vues avec le professeur du XVIIIe siècle. 
Louis de Fontanes l'appelle en 1808, avec son ami Ambroise Rendu, pour l'aider à mener à bien la tâche de refondation de l'Université que Napoléon Ier lui a confiée. Philibert et Ambroise sont alors les principaux acteurs de cette refondation, et Fontanes écrit dans une note à l'Empereur : « Je les regarde, lui (A. Rendu) et M. Guéneau de Mussy, comme mes principaux adjoints. Ces deux hommes sont en quelque sorte les yeux et les bras dont j'ai besoin pour voir et remuer la grande machine que vous me confiez. ».
En 1808 Guéneau est fait inspecteur général jusqu'en 1812, où il devient conseiller ordinaire. Il dirige alors les examens et les concours des grands Lycées et des écoles normales supérieures. Entre 1811 et 1813, il visite tous les lycées de l'Empire pour s'assurer de leur bon fonctionnement. 
Lors de la Restauration, le souvenir de son expulsion de Polytechnique lui permet d'être en grâce auprès des Bourbons et de conserver son poste. Il est alors nommé secrétaire du conseil royal de l'Instruction publique puis également membre de la commission de l'Instruction publique, sous la houlette de Pierre-Paul Royer-Collard puis de Mgr Frayssinous, avec lequel il est cependant souvent en désaccord.
Il met en place un enseignement primaire contrôlé par l'État, autorisant notamment les écoles des Frères des Écoles chrétiennes qui enseignent aux populations défavorisées. Il introduit également, avec Royer-Collard, l'enseignement historique détaché des Lettres dans les collèges.
Conservant son poste jusqu'après la Révolution de Juillet et se distinguant lors de l'épidémie de choléra de 1832, il meurt subitement en 1834.
Dans les écrits de son temps, il est unanimement vu comme modeste, effacé dans le groupe de Chateaubriand on l'appelle le « petit corbeau »   »), pieux et honnête et appliqué dans son travail.
Il s'était marié en 1809 avec Augustine Hallé, fille de Jean Noël Hallé (célèbre médecin du début du XIXe siècle et membre de l'Académie nationale de médecine) et issue d'une famille jansénisante. De cette union ils ont quatre enfants. L'aîné, Noël Guéneau de Mussy, devient médecin et lui aussi membre de l'Académie de médecine. La troisième, Caroline, épouse Charles Alfred Thureau-Dangin et est la mère de l'historien Paul Thureau-Dangin. La dernière, Nathalie, épouse Paul Valois et est la mère de l'historien et membre de l'Institut Noël Valois.